# 성남 FC 2017 시즌
성남 FC 2017 시즌은 성남 FC의 29번째 시즌이자, 클럽 역사상 첫 K리그 챌린지이다. 성남 FC는 2017 KEB하나은행 FA컵에도 참가한다.

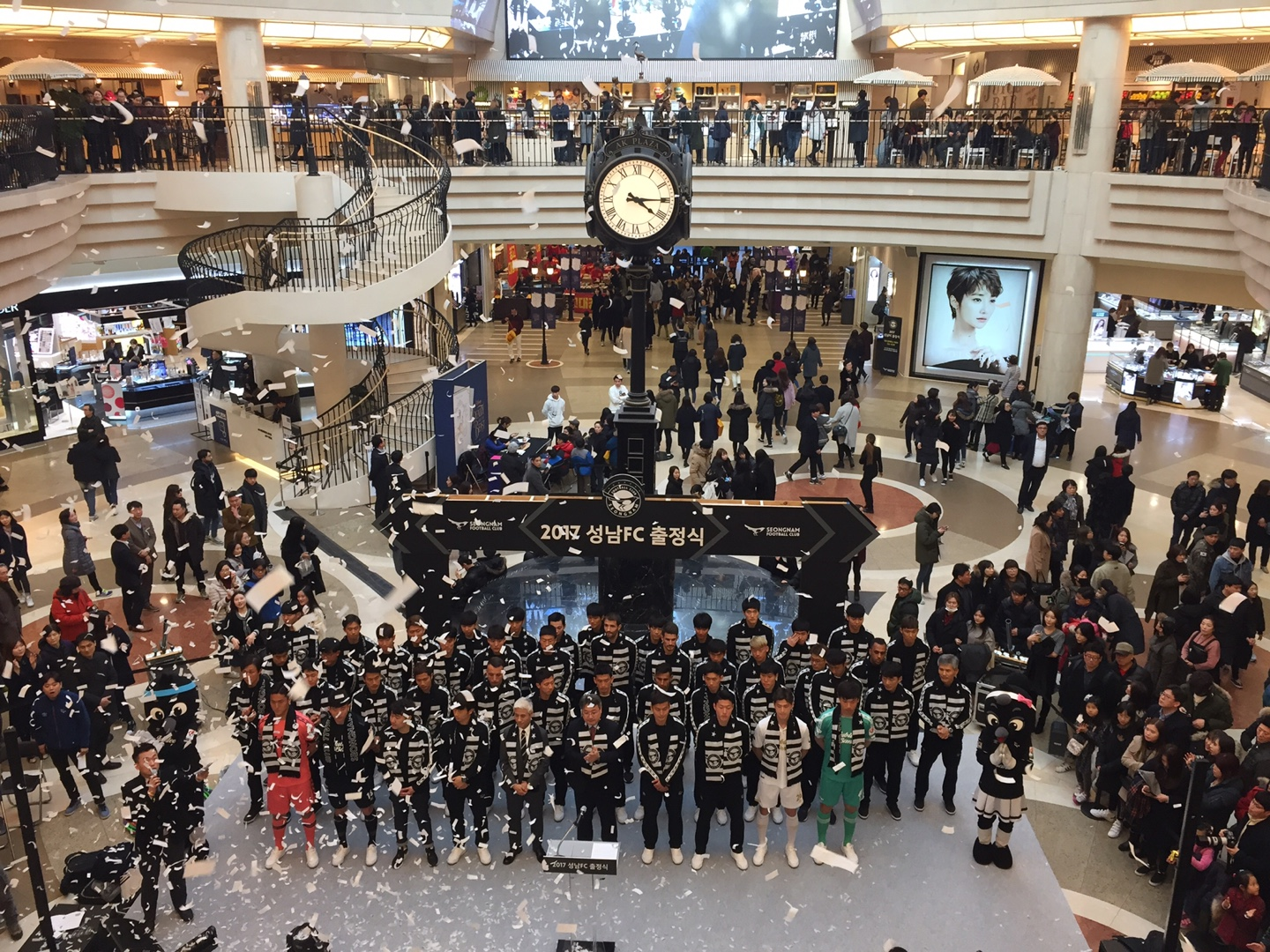
성남 FC 2017시즌 출정식. 서현역 AK플라자 분당점, 2017년 2월 25일

주장은 배승진이 맡고 있다.

## 시즌 전 전지훈련
성남 FC는 2017년 시즌 전 전지훈련장소로 남해, 목포, 스페인의 무르시아를 선정했다.

### 남해, 2017년 1월 5-15일
성남 FC는 남해 전지훈련에서는 체력훈련에 집중했다.

### 목포, 2017년 1월 15-27일
성남 FC는 목포지역에서 대학교 축구팀들과 내셔널리그 팀과 연습경기를 치렀다.
  승
  무
  패
  예정된 경기
| 연습경기 2017년 1월 19일 | 성남 FC                   | 2-1    | 우석대학교 | 목포                                        |  |  |
| 미확인 KST               | 황의조 · 이건엽 페널티킥′ | 리포트 | 미확인     | 경기장: 미확인 관중 수: 미확인 심판: 미확인 |  |  |
|                          |                           |        |            |                                             |  |  |

| 2017년 1월 24일 | 성남 FC                | 3–1    | 전주대학교 | 목포                                        |  |  |
| 미확인 KST      | 네코 · 조재철 · 이창훈 | 리포트 | 미확인     | 경기장: 미확인 관중 수: 미확인 심판: 미확인 |  |  |
|                 |                        |        |            |                                             |  |  |

| 2017년 1월 26일 | 성남 FC                | 3–1    | 목포시청 축구단 | 목포                                        |  |  |
| 미확인 KST      | 네코 · 황의조 · 황의조 | 리포트 | 미확인          | 경기장: 미확인 관중 수: 미확인 심판: 미확인 |  |  |
|                 |                        |        |                 |                                             |  |  |

| 2017년 1월 26일 | 성남 FC              | 3–0    | 선문대학교 | 목포                                        |  |  |
| 미확인 KST      | 이창훈 · 황원 · 황원 | 리포트 | 미확인     | 경기장: 미확인 관중 수: 미확인 심판: 미확인 |  |  |
|                 |                      |        |            |                                             |  |  |

### 스페인무르시아, 2017년 2월 1-23일
성남 FC는 스페인 무르시아에서는 피나타 아레나 축구센터에 머물며 각종 팀들과 연습경기를 가졌다. 모든 스케줄은 전지훈련 대행 에이전트사인 HM스포츠를 통해 이루어졌다.
| 2017년 2월 4일 | AC 호르센스                         | 2–1    | 성남 FC    | 스페인 무르시아                                                    |  |  |
| 15:30 CET      | Kim Aabech 10′ · Hallur Hansson 20′ | 리포트 | 황의조 49′ | 경기장: Pinatar Arena Football Center 관중 수: 미확인 심판: 미확인 |  |  |
|                |                                     |        |            |                                                                    |  |  |

| 2017년 2월 7일 | FC 제니트 상트페테르부르크                  | 2–1    | 성남 FC    | 스페인 무르시아                               |  |  |
| 10:30 CET      | 알렉산드르 코코린 39′ · 루카 조르제비치 80′ | 리포트 | 파울로 51′ | 경기장: La Finca 관중 수: 미확인 심판: 미확인 |  |  |
|                |                                             |        |            |                                               |  |  |

| 2017년 2월 8일 | 성남 FC    | 1–0    | 로르카 FC | 스페인 무르시아                                                    |  |  |
| 11:30 CET      | 이현일 12′ | 리포트 |           | 경기장: Pinatar Arena Football Center 관중 수: 미확인 심판: 미확인 |  |  |
|                |            |        |           |                                                                    |  |  |

| 2017년 2월 11일 | LASK 린츠      | 1–1    | 성남 FC    | 스페인 무르시아                                                    |  |  |
| 15:30 CET       | Descanso 45+2′ | 리포트 | 이현일 71′ | 경기장: Pinatar Arena Football Center 관중 수: 미확인 심판: 미확인 |  |  |
|                 |                |        |            |                                                                    |  |  |

| 2017년 2월 13일 | 칼치오 라인펠덴 | 0–2    | 성남 FC        | 스페인 무르시아                                                    |  |  |
| 12:00 CET       |                 | 리포트 | 심제혁 68, 83′ | 경기장: Pinatar Arena Football Center 관중 수: 미확인 심판: 미확인 |  |  |
|                 |                 |        |                |                                                                    |  |  |

| 2017년 2월 13일 | FC 다시아 키시너우 | 0–3    | 성남 FC                                     | 스페인 무르시아                                                    |  |  |
| 15:00 CET       |                    | 리포트 | 파울로 40′ (페널티) · 네코 78′ · 황의조 83′ | 경기장: Pinatar Arena Football Center 관중 수: 미확인 심판: 미확인 |  |  |
|                 |                    |        |                                             |                                                                    |  |  |

| 2017년 2월 16일 | 레알 무르시아 임페리얼 | 0–1    | 성남 FC    | 스페인 무르시아                                                    |  |  |
| 11:00 CET       |                        | 리포트 | 문지환 67′ | 경기장: Pinatar Arena Football Center 관중 수: 미확인 심판: 미확인 |  |  |
|                 |                        |        |            |                                                                    |  |  |

| 2017년 2월 16일 | 마르 메뇨르 CF | 1–1    | 성남 FC           | 스페인 무르시아                                                    |  |  |
| 16:15 CET       | Jose Isidoro   | 리포트 | Paco Pepe 자책골′ | 경기장: Pinatar Arena Football Center 관중 수: 미확인 심판: 미확인 |  |  |
|                 |                |        |                   |                                                                    |  |  |

| 2017년 2월 20일 | FC 루빈 카잔                        | 2-0    | 성남 FC | 스페인 무르시아                               |  |  |
| 11:00 CET       | 막심 카눈니코프 55′ · 데니 카축 89′ | 리포트 |         | 경기장: La Finca 관중 수: 미확인 심판: 미확인 |  |  |
|                 |                                     |        |         |                                               |  |  |

| 2017년 2월 21일 | 성남 FC                 | 2-1    | 콩스빙에르 IL | 스페인 무르시아                               |  |  |
| 12:00 CET       | 파울로 23′ · 배승진 40′ | 리포트 | Adem Güven 9′ | 경기장: La Manga 관중 수: 미확인 심판: 미확인 |  |  |
|                 |                         |        |               |                                               |  |  |

| 2017년 2월 21일 | 성남 FC        | 2-0    | FC 카르타헤나 | 스페인 무르시아                                                    |  |  |
| 16:30 CET       | 이건엽 69′ 81′ | 리포트 |               | 경기장: Pinatar Arena Football Center 관중 수: 미확인 심판: 미확인 |  |  |
|                 |                |        |               |                                                                    |  |  |

FC 카르타헤나와의 경기 후, 성남 FC 선수단은 무르시아를 떠나 한국으로 2017년 2월 23일에 복귀했다.

## 클럽 발표사항
- 2017년 3월 31일: 성남 FC는 2017 시즌권 판매량이 7,035매로 역대 최다 판매 기록을 갱신했다고 발표했다.[8]
- 2017년 3월 3일: 성남 FC는 2017시즌 출정식에 참가했던 U18팀(풍생고) 출신 골키퍼 이시환의 합류를 공식 발표했다.[9]
- 2017년 2월 27일: 성남 FC는 시즌권 판매량이 6,000매를 돌파했다고 발표했다. 지난 시즌과 비슷한 증가세이다.[10]
- 2017년 2월 25일: 클럽은 서현역 AK플라자 분당점에서 2017시즌 출정식을 가졌다. 배승진이 2017 시즌 주장으로 발표되었다.[3]
- 2017년 2월 20일: 성남 FC는 2017년 시즌권 판매가 당일까지 5,048장에 달했다고 발표했다. 시즌권 배송이 해당일에 시작되었다.[11] 또한 옥스포드 블록과의 협업제품을 발표했다.[12]
- 2017년 2월 18일: K리그 챌린지 2017를 앞두고 마지막 선수영입인 다리오 비도시치의 합류를 발표했다. 비도시치는 스페인 전지훈련과는 별도로 국내에서 훈련하다가 선수단이 복귀하면 합류하게 되었다.[13]
- 2017년 2월 17일: 엄브로의 2017 성남 FC 홈 & 원정 유니폼이 공개되었다.[14]
- 2017년 2월 13일: 성남 FC는 FIFA 온라인 프로게이머인 김정민 (1988년)과의 재계약을 발표했다.[15]
- 2017년 2월 12일: 박성호가 성남 FC로 이적했다.[16]
- 2017년 2월 9일: 성남 FC의 2017시즌 상반기 유소년 공개테스트 날짜가 공개되었다.[17]
- 2017년 2월 7일: K리그 챌린지 2017에서 사용할 성남 FC 선수들의 등번호가 공개되었다.[18]
- 2017년 2월 3일: 마린 오르슐리치가 공식적으로 성남에 입단했다.[19]
- 2017년 1월 19일: 성남 FC는 광주 FC로부터 오도현을 영입했다고 발표했다.[20]
- 2017년 1월 10일: 성남 FC는 NHN 엔터테인먼트와의 후원 협약을 발표했다.[21]
- 2017년 1월 9일: 성남 FC는 동물권단체 케어에게 유기동물 치료비 및 동물보호 캠페인 후원금 전달식을 가졌다. 또한 동물권단체 케어 보호소에서 생활 중인 유기견 ‘비스켓’(2010년생 추정, 그레이하운드 믹스견)과 자매결연을 맺었다.[22]
- 2017년 1월 7일: 비인두암으로 선수 생활을 접어야 했던 전상욱이 병마를 이겨내고 성남 유소년 육성반 U-12팀에 합류해 U-10 전담 코치를 맡는다고 발표했다.[23]
- 2017년 1월 6일: 심제혁이 FC 서울에서 임대 영입되었다.[24]
- 2017년 1월 5일: 다닐루 네쿠가 성남 FC에 합류했다.[25]
- 2017년 1월 4일: 양동원이 강원 FC를 떠나 성남 FC로 합류했다.[26]
- 2017년 1월 3일: 성남 FC는 인천 유나이티드의 수비수였던 안재준을 자유 계약으로 영입했다고 발표했다.[27]
- 2017년 1월 2일: 성남 FC는 안상현과 재계약을 확정했다.[28]
- 2017년 1월 1일: 오장은이 라이벌 수원 삼성 블루윙즈로부터 성남 FC로 이적했다.[29]

## 선수 명단

### 현재 선수 명단
2017년 10월 22일 기준

참고: FIFA 자격 규정에 따라 소속된 국가대표팀 국기를 표시합니다. 선수는 복수의 FIFA 비회원국 국적을 가지고 있을 수 있습니다.
| 번호 | 포지션 | 국적       | 이름                |
| ---- | ------ | ---------- | ------------------- |
| 1    | GK     |            | 김동준              |
| 3    | DF     |            | 연제운              |
| 4    | DF     |            | 김태윤              |
| 5    | DF     | 크로아티아 | 마린 오르슐리치     |
| 6    | DF     |            | 이태희              |
| 7    | MF     |            | 김영신              |
| 8    | MF     |            | 김두현              |
| 9    | FW     |            | 김동기              |
| 10   | FW     |            | 다리우              |
| 11   | FW     | 슬로바키아 | 필리프 흘로호우스키 |
| 13   | FW     |            | 김동희              |
| 14   | DF     |            | 배승진              |
| 15   | DF     |            | 이지민              |
| 17   | MF     |            | 조재철              |
| 18   | FW     |            | 이현일              |
| 19   | FW     |            | 이창훈              |
| 20   | MF     |            | 안상현              |
| 21   | GK     |            | 김근배              |
| 22   | DF     |            | 안재준              |

| 번호 | 포지션 | 국적 | 이름                      |
| ---- | ------ | ---- | ------------------------- |
| 23   | DF     |      | 이후권                    |
| 24   | DF     |      | 이승현                    |
| 25   | GK     |      | 양동원                    |
| 26   | DF     |      | 문지환                    |
| 27   | MF     |      | 김윤수                    |
| 28   | MF     |      | 고병일                    |
| 30   | MF     |      | 이건엽                    |
| 32   | MF     |      | 황원                      |
| 33   | DF     |      | 장학영                    |
| 34   | MF     |      | 이성재                    |
| 35   | DF     |      | 김민규                    |
| 37   | MF     |      | 장은규 (제주에서 임대)    |
| 39   | FW     |      | 박성호                    |
| 40   | FW     |      | 심제혁 (FC 서울에서 임대) |
| 41   | GK     |      | 이시환                    |
| 49   | MF     |      | 오장은                    |
| 70   | MF     |      | 김성준                    |
| 77   | FW     |      | 김동찬                    |
| 89   | MF     |      | 정선호                    |
| 91   | DF     |      | 이학민                    |

### 임대 및 군 복무 중인 선수 명단
참고: FIFA 자격 규정에 따라 소속된 국가대표팀 국기를 표시합니다. 선수는 복수의 FIFA 비회원국 국적을 가지고 있을 수 있습니다.
| 번호 | 포지션 | 국적 | 이름                                |
| ---- | ------ | ---- | ----------------------------------- |
| —    | MF     |      | 남준재 (아산 무궁화에서 군 복무 중) |
| —    | DF     |      | 윤영선 (상주 상무에서 군 복무 중)   |
| —    | FW     |      | 김현 (아산 무궁화에서 군 복무 중)   |
| —    | MF     |      | 박태민 (김포 시민축구단으로 임대)   |

| 번호 | 포지션 | 국적 | 이름                              |
| ---- | ------ | ---- | --------------------------------- |
| —    | GK     |      | 박준혁 (포천 시민축구단으로 임대) |
| —    | DF     |      | 임채민 (상주 상무에서 군 복무 중) |
| —    | FW     |      | 성봉재 (경남 FC로 임대)           |
| —    | MF     |      | 이종원 (상주 상무에서 군 복무 중) |

*출처 : 성남 FC 홈페이지

### 소속 프로게이머 명단
| 종목          | 이름   | 비고                           |
| ------------- | ------ | ------------------------------ |
| 피파 온라인 3 | 김정민 | 성남 FC의 첫 축구 외 종목 선수 |

## 코칭스태프
| 직위        | 이름      | 비고 |
| ----------- | --------- | ---- |
| 감독        | 박경훈    |      |
| 수석 코치   | 이도영    |      |
| 코치        | 김희호    |      |
| 코치        | 변성환    |      |
| 골키퍼 코치 | 이충호    |      |
| 피지컬 코치 | 셀소 실바 |      |

*출처 : 성남 FC 홈페이지

## 경기 결과

### K리그 챌린지[32]
승
  무
  패
  예정된 경기
| 1 2017년 3월 4일 | 성남 FC                                             | 0–1    | 부산 아이파크                                             | 성남                                                                             |  |  |
| 15:00 KST        | - 안재준 23′ - 이창훈 49′ - 배승진 65′ - 오장은 87′ | 리포트 | - 이정협 9′ - 김윤호 20′ - 다니 모라이스 59′ - 허범산 89′ | 경기장: 탄천종합운동장 관중 수: 6,700 심판: 정동식 맨 오브 더 매치: 이정협(부산) |  |  |
|                  |                                                     |        |                                                           |                                                                                  |  |  |

| 2 2017년 3월 12일 | 대전 시티즌                              | 1–1    | 성남 FC                  | 대전                                                                               |  |  |
| 15:00 KST         | - 이호석 36′ - 신학영 61′ - 크리스찬 90′ | 리포트 | - 안재준 2′ - 배승진 42′ | 경기장: 대전월드컵경기장 관중 수: 5,136 심판: 김영수 맨 오브 더 매치: 이호석(대전) |  |  |
|                   |                                          |        |                          |                                                                                    |  |  |

| 3 2017년 3월 18일 | 성남 FC                            | 0–1    | 수원 FC                                                 | 성남                                                                             |  |  |
| 17:00 KST         | - 마린 오르슐리치 45′ - 배승진 60′ | 리포트 | - 서상민 1′ - 정철호 53′ - 브루스 지테 67′ - 박청효 92′ | 경기장: 탄천종합운동장 관중 수: 4,583 심판: 박병진 맨 오브 더 매치: 서상민(수원) |  |  |
|                   |                                    |        |                                                         |                                                                                  |  |  |

| 4 2017년 3월 25일 | FC 안양                                                       | 2–0    | 성남 FC | 안양                                                                             |  |  |
| 15:00 KST         | - 용재현 45′ - 조석재 66′, 76′ - 오빈 쿠아쿠 89′ - 방대종 92′ | 리포트 |         | 경기장: 안양종합운동장 관중 수: 1,533 심판: 채상협 맨 오브 더 매치: 조석재(안양) |  |  |
|                   |                                                               |        |         |                                                                                  |  |  |

| 5 2017년 4월 1일 | 서울 이랜드 FC           | 0–0    | 성남 FC      | 서울                                                                             |  |  |
| 15:00 KST        | - 주한성 8′ - 김봉래 51′ | 리포트 | - 심제혁 53′ | 경기장: 서울종합운동장 관중 수: 3,068 심판: 최광호 맨 오브 더 매치: 김준태(서울) |  |  |
|                  |                          |        |              |                                                                                  |  |  |

| 6 2017년 4월 8일 | 성남 FC                                           | 1–2    | 부천 FC 1995              | 성남                                                                             |  |  |
| 15:00 KST        | - 심제혁 49′ - 황의조 53′ - 이지민 85′ - 네코 87′ | 리포트 | - 김영남 43′ - 진창수 93′ | 경기장: 탄천종합운동장 관중 수: 3,099 심판: 성덕효 맨 오브 더 매치: 진창수(부천) |  |  |
|                  |                                                   |        |                           |                                                                                  |  |  |

| 7 2017년 4월 16일 | 성남 FC                                         | 1–2    | 경남 FC                                    | 성남                                                                             |  |  |
| 15:00 KST         | - 안재준 53′ - 이범수 60′ (자책골) - 장학영 78′ | 리포트 | - 우주성 1′ - 정원진 24′ - 정현철 45′, 48′ | 경기장: 탄천종합운동장 관중 수: 3,021 심판: 김동인 맨 오브 더 매치: 정원진(경남) |  |  |
|                   |                                                 |        |                                            |                                                                                  |  |  |

| 8 2017년 4월 22일 | 아산 무궁화 축구단                                  | 1–1    | 성남 FC                                         | 아산                                                                               |  |  |
| 15:00 KST         | - 김재웅 18′ - 이창용 40′ - 최보경 47′ - 정다훤 71′ | 리포트 | - 이현일 11′ - 이현일 15′ {{{3}}}′ - 황의조 55′ | 경기장: 이순신종합운동장 관중 수: 1,057 심판: 조지음 맨 오브 더 매치: 정다훤(아산) |  |  |
|                   |                                                     |        |                                                 |                                                                                    |  |  |

| 9 2017년 4월 29일 | 안산 그리너스 FC                                  | 0–1    | 성남 FC                               | 안산                                                                              |  |  |
| 15:00 KST         | - 이건 17′ - 이인재 34′ - 박준희 73′ - 박한수 91′ | 리포트 | - 황의조 7′ - 오도현 46′ - 김동희 80′ | 경기장: 안산와~스타디움 관중 수: 2,062 심판: 김영수 맨 오브 더 매치: 황의조(성남) |  |  |
|                   |                                                   |        |                                       |                                                                                   |  |  |

| 10 2017년 5월 3일 | 성남 FC | 0–2    | 서울 이랜드 FC                                      | 성남                                                                             |  |  |
| 15:00 KST         |         | 리포트 | - 최호정 27′ - 김민규 45′ - 김재현 84′ - 심영성 89′ | 경기장: 탄천종합운동장 관중 수: 3,682 심판: 채상협 맨 오브 더 매치: 김재현(서울) |  |  |
|                   |         |        |                                                     |                                                                                  |  |  |

| 11 2017년 5월 7일 | 수원 FC      | 0–1    | 성남 FC                   | 수원                                                                             |  |  |
| 15:00 KST         | - 블라단 53′ | 리포트 | - 박성호 69′ - 김동준 89′ | 경기장: 수원종합경기장 관중 수: 2,012 심판: 최규현 맨 오브 더 매치: 박성호(성남) |  |  |
|                   |              |        |                           |                                                                                  |  |  |

| 12 2017년 5월 13일 | 성남 FC                  | 0–0    | FC 안양 | 성남                                                                             |  |  |
| 15:00 KST          | - 이성재 7′ - 이지민 18′ | 리포트 |         | 경기장: 탄천종합운동장 관중 수: 3,433 심판: 박진호 맨 오브 더 매치: 황의조(성남) |  |  |
|                    |                          |        |         |                                                                                  |  |  |

| 13 2017년 5월 21일 | 성남 FC                                   | 1–0    | 대전 시티즌  | 성남                                                                             |  |  |
| 19:00 KST          | - 안상현 8′ - 오르슐리치 14′ - 박성호 54′ | 리포트 | - 김태봉 50′ | 경기장: 탄천종합운동장 관중 수: 2,997 심판: 박병진 맨 오브 더 매치: 박성호(성남) |  |  |
|                    |                                           |        |              |                                                                                  |  |  |

| 14 2017년 5월 29일 | 부천 FC 1995                  | 0–2    | 성남 FC                                                           | 부천                                                                             |  |  |
| 19:30 KST          | - 김한빈 81′ - 닐손주니어 90′ | 리포트 | - 마린 오르슐리치 24′ - 이지민 47′ - 이후권 50′ - 박성호 69′, 92′ | 경기장: 부천종합운동장 관중 수: 1,136 심판: 김영수 맨 오브 더 매치: 박성호(성남) |  |  |
|                    |                               |        |                                                                   |                                                                                  |  |  |

| 15 2017년 6월 3일 | 성남 FC                   | 0–0    | 안산 그리너스 FC                                | 성남                                                                             |  |  |
| 19:00 KST         | - 이성재 19′ - 파울로 88′ | 리포트 | - 라울 27′ - 이건 56′ - 박한수 82′ - 정경호 83′ | 경기장: 탄천종합운동장 관중 수: 2,901 심판: 이동준 맨 오브 더 매치: 황의조(성남) |  |  |
|                   |                           |        |                                                 |                                                                                  |  |  |

| 16 2017년 6월 12일 | 성남 FC                   | 1–0    | 아산 무궁화 축구단                                                | 성남                                                                             |  |  |
| 20:00 KST          | - 박성호 10′ - 황의조 87′ | 리포트 | - 정다훤 13′, 90′ {{{3}}}′ - 공민현 53′ - 한지호 64′ - 김은선 83′ | 경기장: 탄천종합운동장 관중 수: 2,845 심판: 김성호 맨 오브 더 매치: 박성호(성남) |  |  |
|                    |                           |        |                                                                   |                                                                                  |  |  |

| 17 2017년 6월 19일 | 부산 아이파크                          | 1–2    | 성남 FC                                          | 부산                                                                         |  |  |
| 19:00 KST          | - 유지훈 13′ - 최승인 19′ - 권진영 36′ | 리포트 | - 황의조 11′, 48′ - 오르슐리치 31′, 92′ {{{3}}}′ | 경기장: 구덕운동장 관중 수: 2,025 심판: 박진호 맨 오브 더 매치: 황의조(성남) |  |  |
|                    |                                        |        |                                                  |                                                                              |  |  |

| 18 2017년 6월 24일 | 경남 FC                                           | 1–1    | 성남 FC                                | 김해                                                                         |  |  |
| 19:00 KST          | - 정현철 51′ - 말컹 69′ - 최재수 74′ - 송제헌 48′ | 리포트 | - 황의조 14′ - 김두현 71′ - 이지민 79′ | 경기장: 김해운동장 관중 수: 5,012 심판: 최광호 맨 오브 더 매치: 송제헌(경남) |  |  |
|                    |                                                   |        |                                        |                                                                              |  |  |

| 19 2017년 7월 2일 | 성남 FC                                     | 1–1    | 부천 FC 1995                | 성남                                                                             |  |  |
| 19:00 KST         | - 안상현 52′, 61′ - 이태희 87′ - 연제운 93′ | 리포트 | - 임동혁 46′ - 바그닝요 76′ | 경기장: 탄천종합운동장 관중 수: 2,450 심판: 김우성 맨 오브 더 매치: 안상현(성남) |  |  |
|                   |                                             |        |                             |                                                                                  |  |  |

| 20 2017년 7월 8일 | 아산 무궁화 축구단                                  | 0–2    | 성남 FC                                                                            | 아산                                                                               |  |  |
| 19:00 KST         | - 조성진 24′ - 이현승 79′ - 김은선 81′ - 최보경 92′ | 리포트 | - 조재철 40′ - 박성호 45′ - 이창훈 47′, 56′ - 이태희 70′ - 연제운 89′ - 김동준 94′ | 경기장: 이순신종합운동장 관중 수: 1,326 심판: 매호영 맨 오브 더 매치: 박성호(성남) |  |  |
|                   |                                                     |        |                                                                                    |                                                                                    |  |  |

| 21 2017년 7월 16일 | 안산 그리너스 FC                                              | 1–1    | 성남 FC                                    | 안산                                                                            |  |  |
| 19:00 KST          | - 송주호 13′ - 라울 15′ - 이건 42′ - 박준희 42′, 80′ {{{3}}}′ | 리포트 | - 안상현 45′ - 박성호 82′ - 오르슐리치 90′ | 경기장: 안산와~스타디움 관중 수: 3,543 심판: 정동식 맨 오브 더 매치: 라울(안산) |  |  |
|                    |                                                               |        |                                            |                                                                                 |  |  |

| 22 2017년 7월 23일 | 성남 FC                             | 3–0    | 수원 FC                                             | 성남                                                                             |  |  |
| 19:00 KST          | - 김동찬 10′, 46′, 47′ - 이성재 23′ | 리포트 | - 이광진 12′ - 이승현 17′ - 배지훈 21′ - 백성동 23′ | 경기장: 탄천종합운동장 관중 수: 2,420 심판: 서동진 맨 오브 더 매치: 김동찬(성남) |  |  |
|                    |                                     |        |                                                     |                                                                                  |  |  |

| 23 2017년 8월 6일 | 서울 이랜드 FC                         | 1–1    | 성남 FC                                                 | 서울                                                                             |  |  |
| 19:00 KST         | - 알렉스 12′ - 최호정 30′ - 최오백 52′ | 리포트 | - 안상현 19′ - 박성호 32′ - 오르슐리치 52′ - 이태희 73′ | 경기장: 서울종합운동장 관중 수: 1,287 심판: 임정수 맨 오브 더 매치: 김영광(서울) |  |  |
|                   |                                        |        |                                                         |                                                                                  |  |  |

| 24 2017년 8월 14일 | 성남 FC                                | 1–3    | 경남 FC                                                                          | 성남                                                                             |  |  |
| 20:00 KST          | - 김동찬 26′ - 조재철 64′ - 이후권 90′ | 리포트 | - 정원진 19′, 59′ - 말컹 40′ - 권용현 46′ - 정현철 65′ - 박지수 68′ - 배기종 85′ | 경기장: 탄천종합운동장 관중 수: 1,410 심판: 고형진 맨 오브 더 매치: 정원진(경남) |  |  |
|                    |                                        |        |                                                                                  |                                                                                  |  |  |

| 25 2017년 8월 19일 | FC 안양      | 1–3    | 성남 FC                                                                                             | 안양                                                                             |  |  |
| 19:00 KST          | - 조석재 86′ | 리포트 | - 김동찬 23′ - 조재철 31′ - 이현일 36′ - 권태안 39′ (자책골) - 이성재 54′ - 장학영 84′ - 안상현 91′ | 경기장: 안양종합운동장 관중 수: 2,219 심판: 박병진 맨 오브 더 매치: 김동찬(성남) |  |  |
|                    |              |        | |                                                                                  |  |  |

| 26 2017년 8월 23일 | 성남 FC                   | 1–1    | 부산 아이파크     | 성남                                                                             |  |  |
| 20:00 KST          | - 안재준 28′ - 김두현 91′ | 리포트 | - 이재권 86′, 90′ | 경기장: 탄천종합운동장 관중 수: 2,023 심판: 김종혁 맨 오브 더 매치: 김두현(성남) |  |  |
|                    |                           |        |                   |                                                                                  |  |  |

| 27 2017년 8월 27일 | 대전 시티즌                                                      | 1–4    | 성남 FC                                                      | 대전                                                                               |  |  |
| 19:00 KST          | - 브루노 45′ - 장원석 58′ - 정민우 82′ - 이호석 83′ - 김기용 93′ | 리포트 | - 조재철 33′, 67′ - 흘로홉스키 41′ - 이현일 76′ - 김두현 94′ | 경기장: 대전월드컵경기장 관중 수: 1,819 심판: 최규현 맨 오브 더 매치: 조재철(성남) |  |  |
|                    |                                                                  |        |                                                              |                                                                                    |  |  |

| 28 2017년 9월 2일 | 성남 FC      | 1–0    | 안산 그리너스 FC                         | 성남                                                                             |  |  |
| 19:00 KST         | - 박성호 88′ | 리포트 | - 송주호 64′ - 정현식 78′ - 한건용 90+4′ | 경기장: 탄천종합운동장 관중 수: 1,803 심판: 정동식 맨 오브 더 매치: 이후권(성남) |  |  |
|                   |              |        |                                          |                                                                                  |  |  |

| 29 2017년 9월 10일 | 부천 FC 1995                                          | 3–2    | 성남 FC                                        | 부천                                                                             |  |  |
| 18:00 KST          | - 조수철 29′ - 호드리고 47′ - 문기한 64′ - 김신 90+4′ | 리포트 | - 안상현 5′ - 안재준 44′ - 흘로홉스키 49′, 53′ | 경기장: 부천종합운동장 관중 수: 2,012 심판: 박병진 맨 오브 더 매치: 문기한(부천) |  |  |
|                    |                                                       |        |                                                |                                                                                  |  |  |

| 30 2017년 9월 16일 | 성남 FC                                                     | 2–2    | 서울 이랜드 FC                 | 성남                                                                             |  |  |
| 19:00 KST          | - 이현일 3′ - 김두현 34′ - 흘로홉스키 43′, 83′ - 이지민 67′ | 리포트 | - 김성주 21′ - 최치원 61′, 84′ | 경기장: 탄천종합운동장 관중 수: 1,693 심판: 채상협 맨 오브 더 매치: 최치원(서울) |  |  |
|                    |                                                             |        |                                |                                                                                  |  |  |

| 31 2017년 9월 24일 | 성남 FC      | 1–0    | 아산 무궁화 축구단 | 성남                                                                             |  |  |
| 19:00 KST          | - 김동찬 79′ | 리포트 | - 구대영 70′       | 경기장: 탄천종합운동장 관중 수: 1,545 심판: 성덕효 맨 오브 더 매치: 김동찬(성남) |  |  |
|                    |              |        |                    |                                                                                  |  |  |

| 32 2017년 10월 1일 | 부산 아이파크              | 0–0    | 성남 FC      | 부산                                                                         |  |  |
| 15:00 KST          | - 이정협 76′, 77′ {{{3}}}′ | 리포트 | - 배승진 49′ | 경기장: 구덕운동장 관중 수: 1,864 심판: 임정수 맨 오브 더 매치: 김경민(부산) |  |  |
|                    |                            |        |              |                                                                              |  |  |

| 33 2017년 10월 7일 | 수원 FC                              | 0–0    | 성남 FC      | 수원                                                                             |  |  |
| 15:00 KST          | - 김창훈 29′ - 정훈 36′ - 모재현 57′ | 리포트 | - 배승진 59′ | 경기장: 수원종합경기장 관중 수: 2,283 심판: 조지음 맨 오브 더 매치: 김다솔(수원) |  |  |
|                    |                                      |        |              |                                                                                  |  |  |

| 34 2017년 10월 14일 | 성남 FC                                                  | 1–0    | FC 안양                   | 성남                                                                             |  |  |
| 15:00 KST           | - 이지민 32′ - 박성호 47′, 70′ (페널티) - 흘로홉스키 58′ | 리포트 | - 쿠아쿠 35′ - 용재현 85′ | 경기장: 탄천종합운동장 관중 수: 1,439 심판: 송민석 맨 오브 더 매치: 박성호(성남) |  |  |
|                     |                                                          |        |                           |                                                                                  |  |  |

| 35 2017년 10월 22일 | 성남 FC                            | 1–1    | 대전 시티즌                    | 성남                                                                              |  |  |
| 15:00 KST           | - 안상현 45′ - 박성호 92′ (페널티) | 리포트 | - 이현승 74′, 82′ - 김태은 90′ | 경기장: 탄천종합운동장 관중 수: 2,383 심판: 김우성 맨 오브 더 매치: 이현승 (대전) |  |  |
|                     |                                    |        |                                |                                                                                   |  |  |

| 36 2017년 10월 29일 | 경남 FC                                                          | 1–0    | 성남 FC | 창원                                                                            |  |  |
| 15:00 KST           | - 김진용 15′ - 정현철 55′ - 정원진 76′ - 이준희 93′ - 최재수 94′ | 리포트 |         | 경기장: 창원축구센터 관중 수: 1,611 심판: 매호영 맨 오브 더 매치: 정원진 (경남) |  |  |
|                     |                                                                  |        |         |                                                                                 |  |  |

### FA컵 2017[33]
성남 FC는 K리그 챌린지 2017 클럽 자격으로 예선 3라운드부터 참가한다.
2017년 3월 7일 축구회관 다목적실에서 열린 FA컵 3~4라운드 대진추첨식에서 성남 FC는 3라운드에서 수원 FC의 상대로 추첨되었다.이 경기는 원래 수원 FC의 홈 경기였으나, 수원이 조 추첨식에 불참함에 따라 성남 FC의 홈 경기로 확정되었다.
  승
  무
  패
  예정된 경기
| 3 2017년 3월 29일                                                       | 성남 FC                           | 0–0 (연장전) (5-4 승부차기)                                              | 수원 FC                                | 성남                                  |  |  |
| 19:00 KST                                                               | - 이후권 7′ - 다리오 비도시치 20′ | 리포트                                                                   | - 배지훈 17′ - 배신영 38′ - 임하람 97′ | 경기장: 탄천종합운동장 관중 수: 1,506 |  |  |
|                                                                         |                                   | 승부차기                                                                 |                                        |                                       |  |  |
| - 다리오 비도시치 - 이태희 - 심제혁 - 연제운 - 김영신 - 배승진 - 장학영 |                                   | - 브루스 지테 - 이광진 - 블라단 아지치 - 송수영 - 배신영 - 윤태수 - 정훈 |                                        |                                       |  |  |
|                                                                         |                                   |                                                                          |                                        |                                       |  |  |

| 4 2017년 4월 19일 | 성남 FC                                                                   | 3–1    | 청주 CITY FC              | 성남                                               |  |  |
| 19:00 KST         | - 문지환 20′ - 파울로 40′, 54′ - 오도현 49′ - 오르슐리치 49′ - 이창훈 52′ | 리포트 | - 김준영 45′ - 김세진 82′ | 경기장: 탄천종합운동장 관중 수: 1,239 심판: 정용희 |  |  |
|                   |                                                                           |        |                           |                                                    |  |  |

| 5 2017년 5월 17일 | 강원 FC      | 0-1    | 성남 FC                       | 평창                                                       |  |  |
| 19:00 KST         | - 오범석 90′ | 리포트 | - 안상현 34′ - 오르슐리치 67′ | 경기장: 알펜시아 스키점프 경기장 관중 수: 488 심판: 최대우 |  |  |
|                   |              |        |                               |                                                            |  |  |

| 6 2017년 8월 9일 | 성남 FC                    | 0-3    | 목포시청                                                                     | 성남                                               |  |  |
| 20:00 KST        | - 이창훈 45′, 50′ {{{3}}}′ | 리포트 | - 정훈성 2′ - 이인규 24′ - 천제훈 32′ - 김영욱 42′ - 손경환 90′ - 강윤구 90′ | 경기장: 탄천종합운동장 관중 수: 2,017 심판: 최대우 |  |  |
|                  |                            |        |                                                                              |                                                    |  |  |

### K리그 승강플레이오프
승
  무
  패
| 1 2017년 11월 15일 | 아산 무궁화 축구단 | 1-0    | 성남 FC                       | 아산                                                                                |  |  |
| 19:00 KST          | - 정성민 65′       | 리포트 | - 문지환 35′ - 흘로홉스키 63′ | 경기장: 이순신종합운동장 관중 수: 3,840 심판: 김종혁 맨 오브 더 매치: 정성민 (아산) |  |  |
|                    |                    |        |                               |                                                                                     |  |  |

## 시즌 통계

### K리그 챌린지기록
| 시즌 | 리그 팀수 | 최종 순위 | 경기수 | 승 | 무 | 패 | 득 | 실 | 차 | 승점 | 감독   |
| ---- | --------- | --------- | ------ | -- | -- | -- | -- | -- | -- | ---- | ------ |
| 2017 | 10        | 4위       | 36     | 13 | 14 | 9  | 38 | 30 | 8  | 53   | 박경훈 |

### FA컵 2017기록
| 시즌 | 상대 팀수 | 최종 결과 | 경기수 | 승 | 무 | 패 | 득 | 실 | 차 | 승점 | 감독   |
| ---- | --------- | --------- | ------ | -- | -- | -- | -- | -- | -- | ---- | ------ |
| 2017 | 4         | 8강       | 4      | 2  | 1  | 1  | 4  | 4  | 0  | 7    | 박경훈 |

### 시즌 전 대회 기록
| 시즌 | 리그 팀수 | K리그 챌린지 | FA컵 | 감독   |
| ---- | --------- | ------------ | ---- | ------ |
| 2017 | 10        | 4위          | 8강  | 박경훈 |

### 관중 기록
| 시즌 | 시즌 총관중 | K리그 챌린지 총관중 / 평균관중 | 관중 순위 | 비고 |
| ---- | ----------- | ------------------------------ | --------- | ---- |
| 2017 | 50,427      | 420,510/2,336                  | 2위       |      |

- 시즌 총관중수는 K리그 클래식, FA컵, AFC 챔피언스리그의 공식 홈경기 관중수의 총계이며 친선 경기 관중수는 포함하지 않는다.

## 선수 통계

### 득점 상위 5
| 순위 | 포지션 | 이름       | 경기 | 득점 |
| ---- | ------ | ---------- | ---- | ---- |
| 1    | FW     | 박성호     | 30   | 9    |
| 2    | FW     | 김동찬     | 16   | 6    |
| 3    | FW     | 황의조     | 18   | 5    |
| 4    | FW     | 흘로홉스키 | 15   | 4    |
| 5    | MF     | 김두현     | 24   | 3    |

### 도움 상위 5
| 순위 | 포지션 | 이름   | 경기 | 도움 |
| ---- | ------ | ------ | ---- | ---- |
| 1    | DF     | 이지민 | 31   | 4    |
| 2    | MF     | 이후권 | 29   | 3    |
| 3    | FW     | 박성호 | 30   | 1    |
| 4    | FW     | 김동찬 | 16   | 1    |
| 5    | FW     | 황의조 | 18   | 1    |

- K리그 챌린지는 득점수와 도움수가 동일할 경우 출장경기수가 적은 선수, 출장경기수도 동일할 경우 출장시간이 적은 선수가 상위 순위가 된다.
- FA컵은 득점수와 도움수로만 순위를 정한다.
- 통합순위에서 득점수가 동일할 경우 K리그 챌린지, FA컵 순서로 득점을 기록한 선수가 상위 순위가 된다.

## 티켓

### 시즌 티켓[36]
2016년 12월 13일, 성남 FC는 2017년 시즌권 판매를 시작했다. 첫 구매자는 구단주이자 성남시장인, 이재명이었고 이로 인해 '패스-패스 릴레이' 캠페인이 전개된다. '패스-패스'릴레이 캠페인은 시즌 티켓 구매자가 다음 참가자를 지명해 성남 FC 시즌 티켓 구매를 독려하는 운동이다.

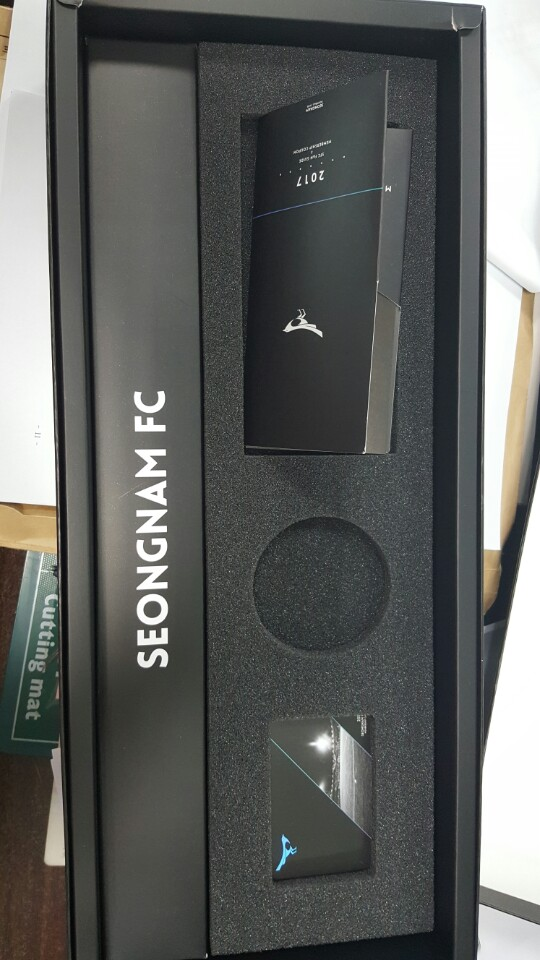
2017 성남 FC 시즌 티켓 패키지 내부

#### 판매 기간
- 얼리 버드 기간: 2016년 12월 21일 10:00(KST) – 2017년 1월 20일
- 일반 판매: 2017년 1월 21일 – 2017년 4월 28일
- 성남 FC 홈 경기시 탄천종합운동장에서 구매하거나, 온라인 인터파크 웹사이트에서 구매 가능하다.

#### 가격
| KRW   | 카테고리                 | VIP     | W석         | E석     | 블랙존  |
| ----- | ------------------------ | ------- | ----------- | ------- | ------- |
| 일반  | 성인                     | 300,000 | 120,000     | 100,000 | 90,000  |
| 일반  | 청소년                   | 300,000 | 70,000      | 60,000  | 50,000  |
| 일반  | 어린이                   | 300,000 | 40,000      | 40,000  | 미확인  |
| 일반  | 패밀리 1(어른1&어린이1)  | 불가    | 128,000     | 112,000 | 72,000  |
| 일반  | 패밀리 2(어른1&어린이2+) | 불가    | 160,000     | 144,000 | 72,000  |
| 일반  | 패밀리 3(어른2&어린이1)  | 불가    | 224,000     | 192,000 | 144,000 |
| 일반  | 패밀리 4(어른2&어린이2)  | 불가    | 256,000     | 224,000 | 144,000 |
| 일반  | 패밀리 5(어른2&어린이3+) | 불가    | 288,000     | 256,000 | 144,000 |
| 기업* | 프리미엄 블랙 (50 세트)  | 300,000 | 1천만 원    | 불가    | 불가    |
| 기업* | 로얄 블랙 (20 세트)      | 300,000 | 6백만 원    | 불가    | 불가    |
| 기업* | 리얼 블랙 (10 세트)      | 300,000 | 2백5십만 원 | 불가    | 불가    |

* 화폐단위는 대한민국 원이다.
* 기업 시즌 티켓의 한 세트는 티켓 북, 우산과 달력으로 이루어져 있다.